# Muhammed Burhan
Muhammed Burhan (ur. w 1903) – turecki lekkoatleta, olimpijczyk.
Uczestnik igrzysk olimpijskich w Paryżu (1924). Startował w biegu na 200 metrów, jednak odpadł w eliminacjach (zajął trzecie miejsce w swoim biegu eliminacyjnym).